# Xã Big Meadow, Quận Williams, Bắc Dakota
Xã Big Meadow (tiếng Anh: Big Meadow Township) là một xã thuộc quận Williams, tiểu bang Bắc Dakota, Hoa Kỳ. Năm 2010, dân số của xã này là 27 người.